# 태백 유일사 소장 지장보살도 초본
태백 유일사 소장 지장보살도 초본(太白 柳一寺 所藏 地藏菩薩圖 草本)은 대한민국 강원특별자치도 태백시 유일사에 있는 조선시대의 불화이다. 2014년 3월 7일 강원특별자치도의 문화재자료 제162호로 지정되었다.

## 개요
화면 구성을 보면, 화면 중앙에는 지장보살이 연화대좌 위에 결가부좌하고 있으며, 머리는 두건을 쓰지 않은 민머리로 표현되었다. 가슴에는 화려한 목걸이를 걸치고 있으며, 수인은 오른손은 가슴까지 올려 엄지와 검지를 결하고 있고, 수정을 든 왼손은 무릎 위에 있다. 지장보살 양쪽 무릎에는 합장을 한 젊은 승려의 모습을 한 도명존자와 홀을 든 제왕의 모습을 한 무독귀왕이 협시하고 있다. 지장보살 뒤로는 보관에 화불이 있는 관음보살을 비롯하여 경책을 든 대세지보살, 합장을 한 보살, 연꽃을 든 보살, 금강저를 든 보살 등 육광보살이 배치되어 있다. 도명존자와 무독귀왕, 그리고 육광보살 사이에는 천자와 선인들이 좌우로 자리하고 있으며, 화면 좌우 가장자리에는 비파를 든 천왕, 검을 든 천왕, 용광 여의주를 쥔 천왕, 당과 탑을 든 천왕 등 사천왕이 배치되어 있다.

## 지정 사유
지장보살도를 그리기 위한 밑그림인 이 초본(草本)은 유려한 필선으로 화면을 짜임새 있게 구성하였고, 그림의 묵서(墨書)를 통해 제작자와 제작시기(1889년)를 명확히 알 수 있으며 희소가치가 크다는 점에서 지정 보존가치가 있다.

## 참고 자료
- 태백 유일사 소장 지장보살도 초본 - 국가유산청 국가유산포털